# SNCASO Trident
SNCASO SO.9000 Trident là một mẫu thử máy bay tiêm kích đánh chặn động cơ hỗn hợp của Pháp trong thập niên 1950.

## Biến thể
SO.9000 Trident I
SO.9050 Trident II

## Tính năng kỹ chiến thuật (SO.9000)
Dữ liệu lấy từ Gunston Rothmund
Đặc điểm tổng quát
- Tổ lái: 1
- Chiều dài: 14 m (45 ft 11 in)
- Sải cánh: 8,15 m (26 ft 9 in)
- Chiều cao: 3,17 (12 ft 1,5 in)
- Diện tích cánh: 14,5 m² (156 ft²)
- Trọng lượng rỗng: 3.350 kg (7.385 lb)
- Trọng lượng có tải: 5.500 kg (12.125 lb)
- Động cơ:
  - 2 × Turbomeca Marboré kiểu động cơ tuabin phản lực,  ()  mỗi chiếc
  - 1 × SEPR 481 kiểu động cơ rocket nhiên liệu lỏng 3 buồng đốt, 2.775 lbf (12,37 kN)mỗi buồng đốt

 Hiệu suất bay 
- Vận tốc cực đại: 1.707 km/h (1.060 mph) Mach 1,6